# Lampič
Lampič je priimek več znanih Slovencev:

## Znani nosilci priimka
- Anamarija Lampič (*1995), smučarska tekačica in biatlonka
- Barbara Lampič (*1969), geografinja
- Borut Lampič, atletski trener
- Ema Lampič, kajakašica
- Eva Nina Lampič (*1985) gledališka režiserka
- Janez Lampič (starejši) (*1963), kolesar in smučarski tekač
- Janez Lampič ml. (*1996), smučarski tekač
- Jože Lampič, košarkar
- Leopold Lampič, alpinist in gorski reševalec
- Metod Lampič (1927 - 1986) pravnik, partizan, direktor Triglav filma
- Peter Lampič (1899 - 2001), fotograf
- Primož Lampič (*1957), umetnostni zgodovinar (fotografije)